# Église Saint-Honoré de Bouzincourt
Pour les articles homonymes, voir Église Saint-Honoré.
L'église Saint-Honoré est un édifice religieux situé à Bouzincourt, dans le département de la Somme, non loin d'Albert.

## Historique

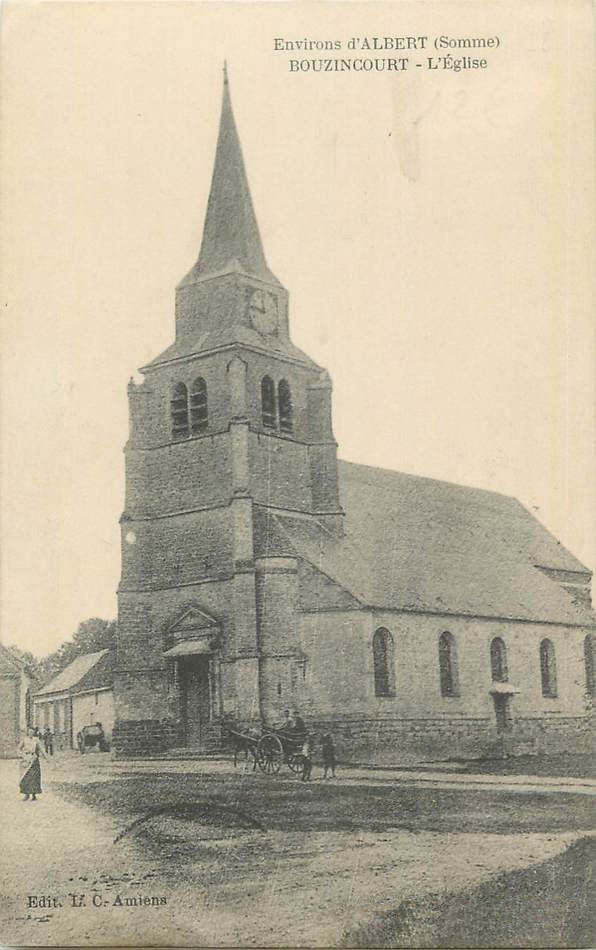
L'ancienne église avant sa destruction.

L'église actuelle a été construite durant l'entre-deux-guerres. Elle remplace l'édifice précédent datant du XVIIe siècle, qui fut totalement ruiné au cours de la Première Guerre mondiale. La reconstruction fut achevée en 1923. L'ensemble du sanctuaire est en cours de rénovation depuis 2016.

## Caractéristiques
Le monument est construit en brique sur un soubassement de grès. Les ouvertures sont soulignées par un encadrement de pierre. Le plan s'éloigne du plan basilical traditionnel mais conserve les trois éléments : nef, transept et chœur.
La façade est percée d'un portail protégé par un auvent décoré d'un crucifix. Une large baie vitrée surmonte le portail. Un clocher-tour flanque l'entrée côté sud. La particularité architecturale de ce clocher, qui culmine à 36 m de hauteur, est sa flèche qui prend la forme d'un obus - cas unique en France - rappelant ainsi les ravages de la Première Guerre mondiale dans ce secteur.
À l'intérieur de l'église se trouve l'entrée des muches creusées par l'homme à partir du XVIe siècle et qui servirent de refuge aux habitans lors des invasions espagnoles du XVIIe siècle.
Les vitraux de l'église ont été réalisés par un maître-verrier de l'école de Nancy. Ils ont été restaurés par l'entreprise Claude Barre d'Amiens.

## Photos

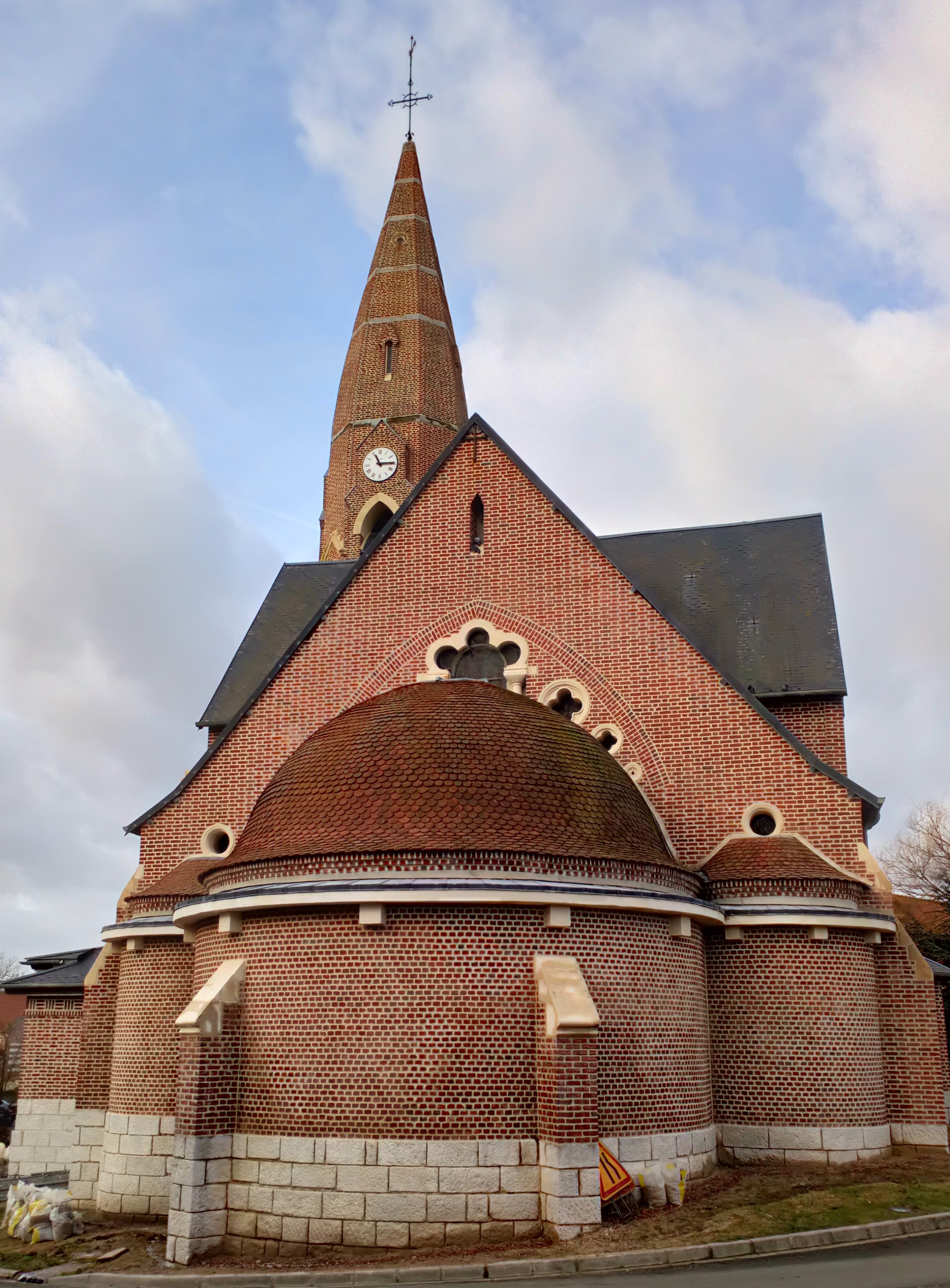
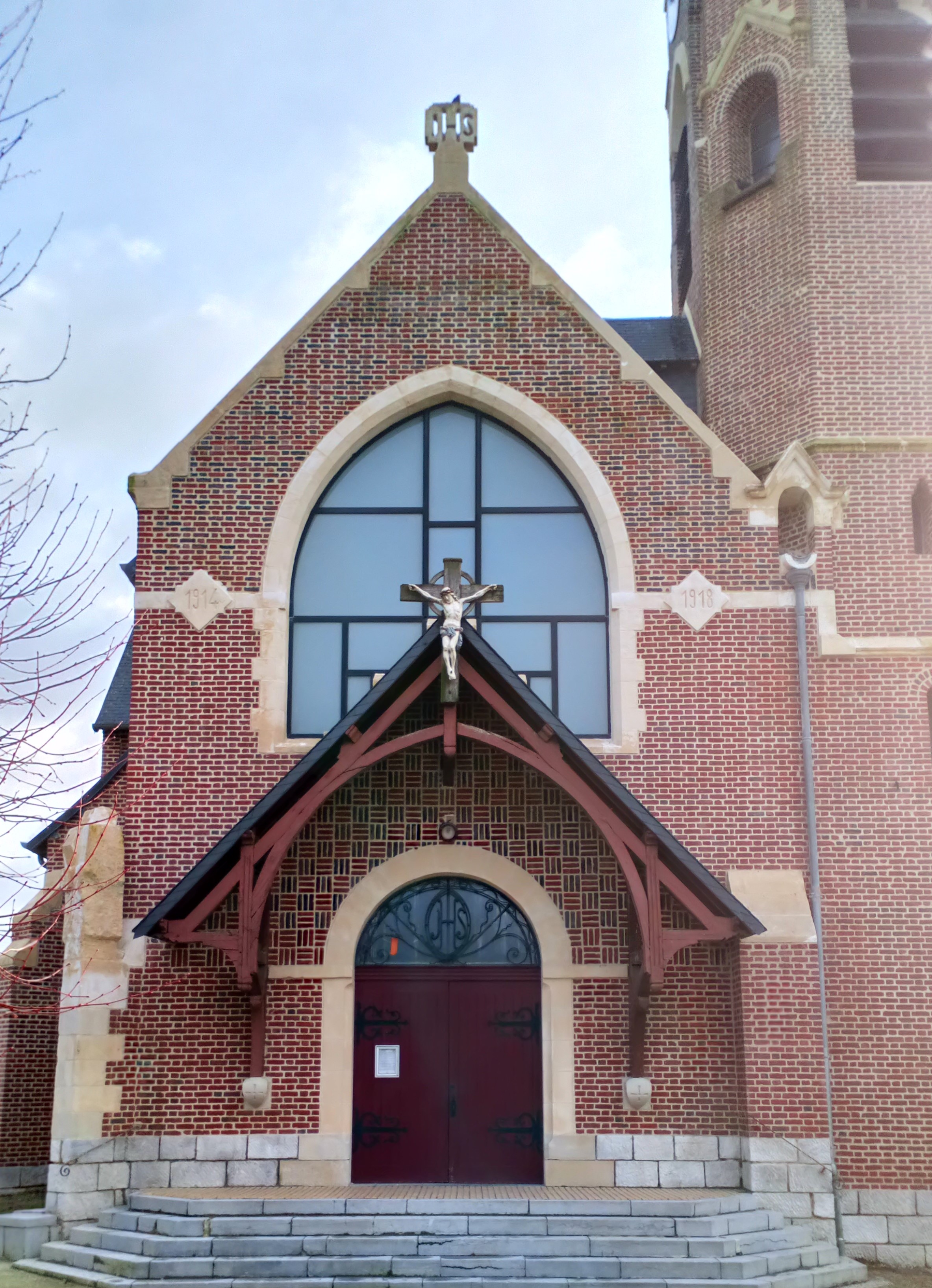
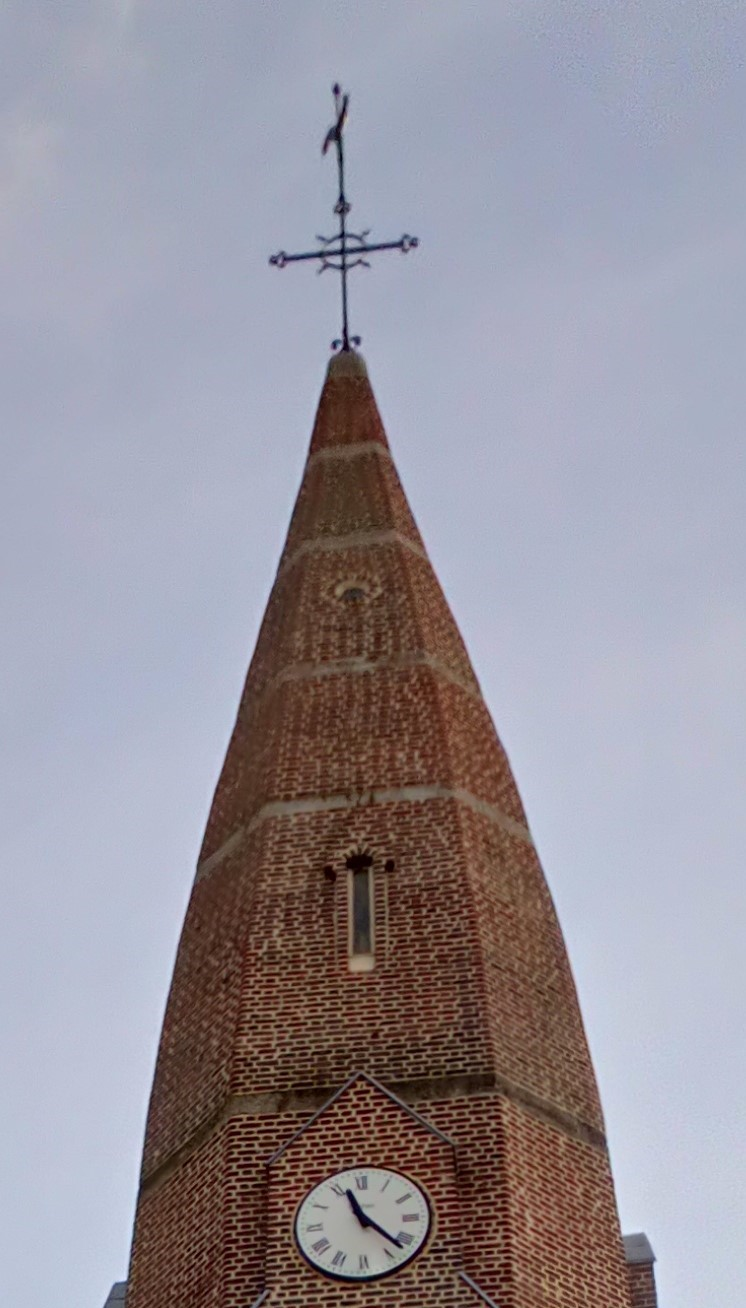